# USV Eschen/Mauren
Maillots
L'Unterländer Spielervereinigung Eschen/Mauren est un club de football du Liechtenstein issu de la fusion entre les clubs de Eschen et Mauren.
Les matchs à domicile se déroulent au  Sportpark Eschen-Mauren, autrefois stade de l'équipe nationale avant que le  Rheinpark Stadion de Vaduz ne soit construit.  L'USV Eschen/Mauren joue actuellement en 1re ligue, l'équivalent de la quatrième division du Championnat de Suisse de football. La convention réglant la collaboration entre l'Association suisse de football et la fédération liechtensteinoise de Football dispose que cette dernière n'a le droit qu'à un seul club en SFL (première et deuxième division). Du fait de la présence du FC Vaduz en première division, cela signifie que l'USV ne pourrait être promu sans que le club de la capitale ne soit relégué.

## Histoire
Le club actuel a été fondé en 1963 après la fusion du FC Mauren et du FC Eschen. Après avoir gravi les échelons depuis la 4e puis la 3e régionales dans l'OFV, l'équipe joue dans la 2e ligue interrégionale depuis 1975 hormis en 1999/2000 où l'équipe a connu le niveau supérieur sans succès. En fin de saison 2007/2008, le club rejoint la 1re Ligue.
L'USV a remporté 5 fois la Coupe du Liechtenstein, la dernière victoire datant de 2012. Cette victoire permet au club de se qualifier pour une campagne européenne pour la première fois de son histoire, en l’occurrence ici la Ligue Europa. Le club rencontre les 5 et 12 juillet 2012, en matchs aller-retour, le club islandais du FH Hafnarfjörður, pour le compte du 1er tour qualificatif. Les deux défaites subies les éliminent prématurément de la compétition.

## Bilan sportif

### Palmarès
- Coupe du Liechtenstein de football
  - Vainqueur (5) : 1976, 1977, 1978, 1987, 2012
  - Finaliste (17) : 1979, 1982, 1983, 1985, 1988, 1989, 1990, 1995, 1996, 1998, 2002, 2005, 2009, 2010, 2011, 2014, 2017 et 2022

### Bilan européen
Note : dans les résultats ci-dessous, le score du club est toujours donné en premier
| Saison    | Compétition  | Tour           | Club             | Domicile | Extérieur | Total |
| --------- | ------------ | -------------- | ---------------- | -------- | --------- | ----- |
| 2012-2013 | Ligue Europa | Premier tour Q | FH Hafnarfjörður | 1 - 2    | 0 - 1     | 1 - 3 |

Légende
- Victoire ou qualification pour le tour suivant
- Match nul
- Défaite ou élimination de la compétition